# Distretto di San Marcos de Rocchac
Il distretto di San Marcos de Rocchac è uno dei sedici distretti della provincia di Tayacaja, in Perù. Si trova nella regione di Huancavelica e si estende su una superficie di 281.71 chilometri quadrati.